# Mistrzostwa Świata w Kajakarstwie 1970
8. Mistrzostwa świata w kajakarstwie odbyły się w 1970 w Kopenhadze.
Rozegrano 13 konkurencji męskich i 3 kobiece. Mężczyźni startowali w kanadyjkach jedynkach (C-1) i dwójkach (C-2) oraz w kajakach jedynkach (K-1), dwójkach (K-2) i czwórkach (K-4), zaś kobiety w kajakach jedynkach, dwójkach i czwórkach. Liczba i rodzaj konkurencji nie zmieniły się od poprzednich mistrzostw. Począwszy od tej edycji mistrzostw zaczęto je rozgrywać ro roku z wyjątkiem lat letnich igrzysk olimpijskich.
Pierwsze miejsce w klasyfikacji medalowej wywalczyli reprezentanci Związku Radzieckiego.

## Medaliści

### Mężczyźni

#### Kanadyjki
| Konkurencja: | Złoto:                                       | Rezultat | Srebro:                                    | Rezultat | Brąz:                                    | Rezultat |
| C-1 1000 m   | Tibor Tatai                                  | 4:05,75  | Jerzy Opara                                | 4:10,12  | Jiří Čtvrtečka                           | 4:10,21  |
| C-1 10 000 m | Tamás Wichmann                               | 50:03,17 | Afanasie Butelchin                         | 50:09,19 | Nikołaj Fiedułow                         | 50:40,70 |
| C-2 1000 m   | Rumunia · Ivan Patzaichin · Serghei Covaliov | 3:42,12  | Węgry · Tamás Wichmann · Gyula Petrikovics | 3:44,01  | Bułgaria · Borys Lubenow · Saszko Iliew  | 3:44,61  |
| C-2 10 000 m | Rumunia · Petre Maxim · Gheorghe Simionov    | 45:30,72 | ZSRR · Wałerij Drybas · Wasilij Kalagin    | 45:51,03 | Szwecja · Bernt Lindelöf · Erik Zeidlitz | 45:52,35 |

#### Kajaki
| Konkurencja:  | Złoto:                                                                                | Rezultat | Srebro:                                                                        | Rezultat | Brąz:                                                               | Rezultat |
| K-1 500 m     | Anatolij Tiszczenko                                                                   | 1:47,19  | Grzegorz Śledziewski                                                           | 1:47,87  | Jean-Pierre Burny                                                   | 1:48,13  |
| K-1 1000 m    | Ołeksandr Szaparenko                                                                  | 3:41,10  | Lars Andersson                                                                 | 3:42,81  | Grzegorz Śledziewski                                                | 3:43,24  |
| K-1 10 000 m  | Wiktor Cariow                                                                         | 44:21,95 | Erik Hansen                                                                    | 44:26,60 | Péter Völgyi                                                        | 44:29,13 |
| K-1 4 × 500 m | ZSRR · Mikałaj Chachoł · Anatolij Tiszczenko · Anatolij Kobrysow · Anatolij Siedaszew | 7:15,96  | Rumunia · Eugen Botez · Mihai Zafiu · Ion Jacob · Aurel Vernescu               | 7:21,90  | Węgry · Géza Csapó · István Csizmadia · Mihály Hesz · József Svidró | 7:22,81  |
| K-2 500 m     | Szwecja · Lars Andersson · Rolf Peterson                                              | 1:37,54  | Rumunia · Aurel Vernescu · Atanasie Sciotnic                                   | 1:37,82  | Austria · Gerhard Seibold · Günther Pfaff                           | 1:38,17  |
| K-2 1000 m    | Austria · Gerhard Seibold · Günther Pfaff                                             | 3:19,47  | Szwecja · Lars Andersson · Rolf Peterson                                       | 3:20,94  | NRD · Klaus-Peter Ebeling · Joachim Mattern                         | 3:21,35  |
| K-2 10 000 m  | ZSRR · Konstantin Kostienko · Wiaczesław Kononow                                      | 41:09,43 | Węgry · Imre Szöllősi · Vilmos Nagy                                            | 41:16,24 | Rumunia · Costel Coșniță · Vasilie Simiocenco                       | 41:36,99 |
| K-4 1000 m    | ZSRR · Jurij Fiłatow · Walerij Didienko · Jurij Stecenko · Wołodymyr Morozow          | 3:06,37  | NRD · Klaus-Uwe Will · Eduard Augustin · Klaus-Peter Ebeling · Joachim Mattern | 3:07,26  | Węgry · István Szabó · Peter Várhelyi · Csaba Giczy · István Tímár  | 3:08,41  |
| K-4 10 000 m  | Norwegia · Egil Søby · Steinar Amundsen · Tore Berger · Jan Johansen                  | 36:35,32 | RFN · Horst Mattern · Rainer Hennes · Jochen Schneider · Erich Kemnitz         | 36:41,43 | Szwecja · Kurt Lycjner · Willy Tesch · Åke Sandin · Hans Nilsson    | 36:58,62 |

### Kobiety

#### Kajaki
| Konkurencja: | Złoto:                                                                      | Rezultat | Srebro:                                                                | Rezultat | Brąz:                                                                      | Rezultat |
| K-1 500 m    | Ludmiła Pinajewa                                                            | 2:03,71  | Mieke Jaapies                                                          | 2:04,08  | Petra Setzkorn                                                             | 2:04,60  |
| K-2 500 m    | RFN · Roswitha Esser · Renate Breuer                                        | 1:47,30  | ZSRR · Ludmiła Biezrukowa · Tamara Szymanska                           | 1:47,89  | NRD · Petra Setzkorn · Petra Grabowski                                     | 1:59,95  |
| K-4 500 m    | ZSRR · Ludmiła Biezrukowa · Natalja Bojko · Tamara Szymanska · Ninel Wakuła | 1:40,52  | NRD · Petra Setzkorn · Petra Grabowski · Ingeborg Loesch · Anita Kobuß | 1:40,73  | RFN · Roswitha Esser · Irene Pepinghege · Roswitha Spohr · Monika Bergmann | 1:41,14  |

## Klasyfikacja medalowa
| Miejsce | Państwo        | Złoto | Srebro | Brąz | Razem |
| ------- | -------------- | ----- | ------ | ---- | ----- |
| 1       | ZSRR           | 8     | 2      | 1    | 11    |
| 2       | Rumunia        | 2     | 3      | 1    | 6     |
| 3       | Węgry          | 2     | 2      | 3    | 7     |
| 4       | Szwecja        | 1     | 2      | 2    | 5     |
| 5       | RFN            | 1     | 1      | 1    | 3     |
| 6       | Austria        | 1     | 0      | 1    | 2     |
| 7       | Norwegia       | 1     | 0      | 0    | 1     |
| 8       | NRD            | 0     | 2      | 3    | 5     |
| 9       | Polska         | 0     | 2      | 1    | 3     |
| 10      | Dania          | 0     | 1      | 0    | 1     |
| 10      | Holandia       | 0     | 1      | 0    | 1     |
| 12      | Belgia         | 0     | 0      | 1    | 1     |
| 12      | Bułgaria       | 0     | 0      | 1    | 1     |
| 12      | Czechosłowacja | 0     | 0      | 1    | 1     |
|         | Razem          | 16    | 16     | 16   | 48    |